# Злобин, Наль Степанович
Наль Степанович Зло́бин (19 мая 1930, Москва — 25 января 1998, там же) — советский и российский философ и культуролог, специалист в области философии культуры и социальной философии. Доктор философских наук, профессор.

## Биография
Отец — писатель Степан Злобин, мать — Хана (Галина) Самойловна Спевак.
В 1953 году окончил философский факультет МГУ, после чего работал преподавателем философии (1954—1957), журналистом (1957—1959), научным редактором издательства «Наука» (1959—1961).
С 1961 года перешёл на научную работу в ИФ АН СССР (1961—1969 и 1972—1975), ИСИ АН СССР (1969—1972). В 1969 году защитил кандидатскую диссертацию «Место культуры в системе общественных связей», с 1975 года — заведующий сектором теории культуры НИИ культуры.
С 1984 года работал в ИИЕТ ведущим научным сотрудником, заведовал сектором философских проблем культуры Российского института культурологии. В 1984 году защитил докторскую диссертацию на тему «Культура и общественный прогресс». Культура в трудах Н. С. Злобина рассматривается как процесс творения человеком своего мира, осуществляемый во взаимосвязи деятельности и общения, как субъектный (личностный) аспект истории.
Был женат на Ирине Владимировне Жигуновой.
Умер в 1998 году после продолжительной болезни. Похоронен на Введенском кладбище в Москве (5 уч.).

## Основные работы и публикации
- Соотношение экономики, политики и культуры. — М., 1966;
- Культурная революция, её сущность, цели и пути осуществления // Культура. Творчество. Человек. — М., 1970;
- Некоторые методологические проблемы исследования культуры // Проблемы теории культуры. — М., 1977;
- Культура и духовное производство // Проблемы теории культуры. — М., 1980;
- Духовное производство и культура // Вопросы философии. — 1980. — № 10;
- Культура и общественный прогресс. — М., 1980;
- Культурная сущность науки // Наука и культура. — М., 1984;
- Проблемы философии культуры. [В соавт.]. — М., 1984;
- Ценность истины и истинность ценности // Ценностные аспекты развития науки. — М., 1990;
- Деятельность — труд — культура // Деятельность: теория, методология, проблемы. — М., 1990;
- Социальные цели науки. Теория и практика. — Прага, 1990.
- Культурные смыслы науки. — М, 1997